# Patrício O'Ward
Patrício O'Ward Junco, (Monterrey, 6 de maig de 1999), més conegut com a Pato O'Ward, és un pilot d'automobilsme mexicà que milita en la IndyCar Series per l'equip Arrow McLaren SP.
Va ser campió de la IMSA SportsCar Championship el 2017 en la categoria Protótipe Challenge i de la Indy Lights el 2018, en aquest any, va debutar per la IndyCar Series per l'equip Harding Racing i el 2021, en la Arrow McLaren va quedar tercer, amb 2 victòries.

## Trajectòria
Patricio va començar als kàrtings quan tenia 6 anys, en una competició infantil a la seva ciutat, on va acabar tercer, i va competir en Kart fins al 2012.

### Monoplaçes
El 2013 va debutar en curses de monoplaces a l'edat de 13 anys, competint per la Formula Latam 2000, el mateix any, també va competir a la Fórmula Renault 1.6 NEC i la Fórmula 2000 Pacífic. Entre 2014 i 2015, va competir en diverses competicions de Fórmula 4, com la F4 francesa i el Campionat NACAM. Al país europeu guanyà una cursa i acabà setè, mentre que a la competició americana aconseguí sis victòries i acabà en tercera posició.
Encara el 2015, Patrício va començar a fer carrera als Estats Units, competint pel Campionat Pro Mazda, per a l'equip Pelfrey, a la temporada, va aconseguir 3 podis i va acabar sisè, a diferència del seu company Santiago Urrutia, que es va coronar campió. L'any següent, va començar bé, guanyant 6 de les 7 primeres curses, però en les nou següents, només en va guanyar una i va acabar segon darrere del campió Aaron Telitz.
El 2017, O'Ward es va unir a IndyLights, on va competir en 4 curses i va aconseguir 1 podi, però va acabar en 15è lloc, però l'any següent, va arribar la glòria. Pato corre per l'equip Andretti Autosport, i aquesta temporada, es converteix en campió, guanyant 9 de les 17 carreres, superant Colton Hertha, fill de l'icònic expilot Brian Hertha.
El 2019 va participar en dues curses de Fórmula 2 per a l'equip MP Motorsport, però no va puntuar i va acabar en el penúltim lloc general. Després de la ràpida participació a la F2, Patrick corre tres grans premis de la Superfórmula Japonesa, on acaba en 18è lloc amb tres punts.

### IndyCar Series
Després de ser campió d'Indy Lights el 2018, Pato va començar la seva carrera a la categoria principal nord-americana debutant a l'última cursa del 2018 a Sonoma Raceway per a l'equip Harding Racing. Patrick es va classificar cinquè, i va acabar novè, fent bé el seu debut a la IndyCar.
El 2019 participa en set curses per Carlin, on al GP de les Amèriques aconsegueix el sisè lloc com a millor resultat, i acaba en el 22è lloc de la taula general, amb 115 punts.
Des del 2020, Pato corre amb McLaren i, en la seva primera temporada completa, aconsegueix la seva primera pole i el segon lloc al Gran Premi de Road America. El pilot aconsegueix més tres podis i acaba bé el campionat en quarta posició, amb 416 punts.
El 2021, O'Ward té la seva millor temporada a la sèrie fins ara, recollint dues victòries, la primera a la Genesys 600, i l'altra a Detroit, anotant tres poles i cinc podis. Al final de la temporada, van acabar en tercera posició amb 487 punts. El 2022 ocupa la setena posició, aconseguint dues victòries, 1 pole i quatre podis.

## Resum de la carrera esportiva
| Temporada | Categoria                                 | Equip                        | Curses          | Victòries       | Poles           | VR              | Podis           | Punts           | Pos.            |
| --------- | ----------------------------------------- | ---------------------------- | --------------- | --------------- | --------------- | --------------- | --------------- | --------------- | --------------- |
| 2013      | Fórmula Pacífica F2000                    | Dave Freitas Racing          | 5               | 4               | 2               | 5               | 5               | 165             | 5è              |
| 2013      | Fórmula Renault 1.6 NEC                   | Provily Racing               | 6               | 0               | 0               | 0               | 0               | 117             | 7è              |
| 2013      | Latam Fórmula 2000                        | Paradise Racing              | 6               | 0               | 0               | 0               | 0               | 44              | 12è             |
| 2014      | Campionat francès de F4                   | Auto Sport Academy           | 15              | 1               | 0               | 0               | 2               | 143             | 7è              |
| 2015      | Pro Mazda Championship                    | Team Pelfrey                 | 16              | 0               | 0               | 1               | 3               | 250             | 6è              |
| 2015-16   | Campionat NACAM de Fórmula 4              | Martiga EG                   | 12              | 6               | 2               | 5               | 11              | 247             | 3r              |
| 2016      | Pro Mazda Championship                    | Team Pelfrey                 | 16              | 7               | 5               | 8               | 9               | 393             | 2n              |
| 2016      | Mazda Prototype Lites                     | Performance Tech Motorsports | 2               | 0               | 0               | 0               | 1               | 32              | 16è             |
| 2017      | Indy Lights                               | Team Pelfrey                 | 4               | 0               | 0               | 0               | 1               | 58              | 15è             |
| 2017      | WeatherTech SportsCar Championship - PC   | Performance Tech Motorsports | 8               | 7               | 0               | 8               | 8               | 283             | 1r              |
| 2017      | Copa de Nord-americà de Resistència - PC  | Performance Tech Motorsports | 4               | 3               | 0               | 4               | 4               | 56              | 1r              |
| 2018      | Indy Lights                               | Andretti Autosport           | 17              | 9               | 9               | 4               | 13              | 491             | 1r              |
| 2018      | WeatherTech SportsCar Championship        | Performance Tech Motorsports | 2               | 0               | 0               | 0               | 0               | 41              | 41è             |
| 2018      | IndyCar Series                            | Harding Racing               | 1               | 0               | 0               | 0               | 0               | 44              | 31è             |
| 2018      | IMSA Prototype Challenge - LMP3           | Charles Wicht Racing         | 1               | 1               | 0               | 0               | 1               | 35              | 30è             |
| 2019      | IndyCar Series                            | Carlin                       | 7               | 0               | 0               | 1               | 0               | 115             | 26è             |
| 2019      | Super Fórmula Japonesa                    | Team Mugen                   | 3               | 0               | 0               | 0               | 0               | 3               | 18è             |
| 2019      | FIA Fórmula 2                             | MP Motorsport                | 2               | 0               | 0               | 0               | 0               | 0               | 26è             |
| 2020      | IndyCar Series                            | Arrow McLaren SP             | 14              | 0               | 1               | 1               | 4               | 416             | 4t              |
| 2021      | IndyCar Series                            | Arrow McLaren SP             | 16              | 2               | 3               | 2               | 5               | 487             | 3r              |
| 2021      | Fórmula 1                                 | McLaren F1 Team              | Pilot de proves | Pilot de proves | Pilot de proves | Pilot de proves | Pilot de proves | Pilot de proves | Pilot de proves |
| 2022      | IndyCar Series                            | Arrow McLaren SP             | 17              | 2               | 1               | 2               | 4               | 480             | 7è              |
| 2022      | WeatherTech SportsCar Championship - LMP2 | DragonSpeed USA              | 1               | 1               | 0               | 0               | 1               | 0               | NVC†            |
| 2022      | Fórmula 1                                 | McLaren F1 Team              | Pilot de proves | Pilot de proves | Pilot de proves | Pilot de proves | Pilot de proves | Pilot de proves | Pilot de proves |
| 2023      | IndyCar Series                            | Arrow McLaren                | 17              | 0               | 0               | 1               | 7               | 484             | 4t              |
| Font:     |                                           |                              |                 |                 |                 |                 |                 |                 |                 |

## Resultats a IndyCar Series
(Clau) (negreta indica pole position) (cursiva indica volta ràpida)
| Any   | Equip          | Motor     | 1      | 2      | 3      | 4      | 5      | 6        | 7      | 8      | 9      | 10     | 11     | 12     | 13     | 14     | 15    | 16     | 17    | Pos. | Puntos |
| ----- | -------------- | --------- | ------ | ------ | ------ | ------ | ------ | -------- | ------ | ------ | ------ | ------ | ------ | ------ | ------ | ------ | ----- | ------ | ----- | ---- | ------ |
| 2018  | Harding Racing | Chevrolet | STP    | PHX    | LBH    | ALA    | IMS    | INDY     | DET    | DET    | TXS    | RDA    | IOW    | TOR    | MDO    | POC    | GTW   | POR    | SNM 9 | 31è  | 91     |
| 2019  | Carlin         | Chevrolet | STP    | COA 8  | ALA 16 | LBH 12 | IMS 19 | INDY NVQ | DET 14 | DET 11 | TXS    | RDA 17 | IOW    | MDO    | POC    | GTW    | POR   | LAG    |       | 22è  | 115    |
| 2020  | Arrow McLaren  | Chevrolet | TXS 12 | IMS 8  | ROA 8  | ROA 2  | IOW 4  | IOW 12   | INDY 6 | GTW 3  | GTW 2  | MDO 11 | MDO 9  | IMS 22 | IMS 5  | STP 2  |       |        |       | 4t   | 416    |
| 2021  | Arrow McLaren  | Chevrolet | ALA 4  | STP 19 | TXS 3  | TXS 1  | IMS 15 | INDY 4   | DET 3  | DET 1  | ROA 9  | MDO 8  | NSH 13 | IMS 5  | GTW 2  | POR 14 | LAG 5 | LBH 27 |       | 3r   | 487    |
| 2022  | Arrow McLaren  | Chevrolet | STP 12 | TXS 15 | LBH 5  | ALA 1  | IMS 17 | INDY 2   | DET 5  | ROA 26 | MDO 24 | TOR 11 | IOW 2  | IOW 1  | IMS 12 | NSH 24 | GTW 4 | POR 4  | LAG 8 | 7è   | 480    |
| 2023* | Arrow McLaren  | Chevrolet | STP 2  | TXS 2  | LBH 17 | ALA 4  | IMS 2  | INDY 24  | DET 26 | ROA 3  | MDO 8  | TOR 8  | IOW 3  | IOW 10 | NSH 8  | IMS 3  | GTW 2 | POR 4  | LAG 9 | 4t   | 484    |
| Font: |                |           |        |        |        |        |        |          |        |        |        |        |        |        |        |        |       |        |       |      |        |